# 부제소합의
부제소합의란 일정 금액을 지급받고 소송을 제기하지 않기로 약정하는 것으로 부제소특약이라고도 한다. 한편 불상소 합의시에는 서면에 의하여야 하며 그 서면의 문언에 의하여 당사자 쌍방이 상소를 하지 아니한다는 취지가 명백하게 표현되어 있을 것을 요한다.

## 사례
- 을은 갑으로부터 임차한 가옥을 갑의 승낙없이 병에게 전대하자 갑은 무단전대를 이유로 을과의 임대차계약을 해지하고 을을 상대로 가옥의 인도를 구하는 소를 제기하였다. 소송계속 중 갑과 을은 병을 먼저 퇴거시키면 갑도 이 소를 취하하기로 합의하였다.[3]

## 유효요건
1. 당사자가 자유로이 처분할 권리가 있는 범위 내의 것이어야 하며,
2. 특정된 법률관계에 한정되어야 하며,
3. 합의 당시 각 당사자가 예상할 수 있는 상황에 관한 것이어야 하며,
4. 불공정한 방법에 의한 것이 아니어야 한다.

## 허용성
전속관할의 합의, 증거력계약과 같은 공익에 직결되는 강행법규의 변경이나 배제의 합의가 아닌 한 허용하는 제한적 허용설의 입장을 판례는 취하고 있다.

## 위반시 처리방법
판례는 부제소합의를 사법계약으로 보며, 이를 위반하여 소를 제기한 경우 부제소특약의 이행의 소구는 허용되지 않고 소각하를 구하는 본안 전 항변권이 발생한다.

## 제한
강행법규에 반하는 특약(합의)의 경우가 문제가 된다.

## 판례
- 특정한 권리나 법률관계에 관하여 분쟁이 있어도 제소하지 아니하기로 합의한 경우 이에 위반하여 제기한 소는 권리보호의 이익이 없다[5].
- 당사자 사이에 석탄산업법시행령 제41조 제4항 제5호 소정의 재해위로금에 대한 지급청구권에 관한 부제소합의가 있었다고 하더라도 그러한 합의는 무효라고 할 것이다.[6]
- 교통사고로 스포츠용품 대리점과 실내골프연습장을 운영하던 피해자가 사망한 후 망인의 채권자 들이 그 손해배상청구권에 대하여 법적 조치를 취할 움직임을 보이자 전업주부로 가사를 전담하던 망인의 처가 망인의 사망 후 5일 만에 친지와 보험회사 담당자의 권유에 따라 보험회사와 사이에 보험 약관상 인정되는 최소금액의 손해배상금만을 받기로 하고 부제소 합의를 한 경우, 그 합의는 불공정한 법률행위에 해당한다[7]
- 독립적 은행보증 에 있어서 보증의뢰인과 보증은행 사이에 체결된 보증의뢰계약에서 보증의뢰인이 보증은행의 보증금 지급을 저지시키기 위하여 행사할 수 있는 가처분신청권을 포함한 일체 소송절차에 있어서의 신청을 배제시키는 의미의 부제소특약조항을 두고 있는 것은 약관의 규제에 관한 법률 제14조 의 규정에 따라 무효다.[8]
- 퇴직금은 사용자가 일정기간을 계속근로하고 퇴직하는 근로자에게 그 계속근로에 대한 대가로서 지급 하는 후불적 임금의 성질을 띤 금원으로서 구체적인 퇴직금청구권은 계속근로가 끝나는 퇴직이라는 사실을 요건으로 하여 발생되는 것인바, 최종 퇴직시 발생하는 퇴직금청구권을 사전에 포기하거나 사전에 그에 관한 민사상 소송을 제기하지 않겠다는 부제소특약을 하는 것은 강행법규인 구 근로기준 법(1997. 3. 13. 법률 제5305호로 폐지되기 전의 법률)에 위반되어 무효이다.[9]
- 원고들이 피고 회사를 퇴직금 등을 수령하면서 "피고 회사와의 근로관계를종료함에 있어 노사합의에 의한 퇴직금, 가산금 및 특별위로금 등 근로 대가 일체를 지급받은바, 근로관계 종료와 관련하여 추후 여하한 이의 제기도 하지 않을 것을 서약합니다."라는내용의 서약서에 서명한 것이라면, 그 문언에 표시된 대로 피고 회사와의 근로관계가 종료됨으로 인하여발생하는 모든 법률관계 특히 퇴직금, 가산금 및 특별위로금 등 근로 대가와 관련된 일체의 청구권을 포기한 것이거나 향후 이에 관한 민사상 소송을 제기하지 않겠다는 부제소특약을 한 것으로 봄이 합리적인 의사 해석의 방법이라 할 것이고, 소권이 공권이라거나 퇴직금제도 자체가 강행법규의 성질을 띠고 있다고 하여 이러한 특약을 할 수 없는 것이 아니다.[10]
- 귀하의 경우, 부제소합의가 있었다고 가정하더라도 포괄적 청구포기를 내용으로 하는 것은 특별한 경우가 아니라면 사회질서에 반하는 것이 틀림없고, 일방 당사자가 우월한 사회적, 경제적 지위에 있어 비록 상대방의 궁박, 경솔, 무경험을 이용한 불공정거래에까지는 이르지 아니할지라도 상대방의 상대적 열세를 이용한 합의하였을 경우에는 공평과 신의성실의 원칙에 반하는 것이어서 또한 인정할 수 없고, 귀하와 상대방 사이에 작성한 영수증의 진정성립이 인정되면 특별한 사정이 없는 한 그 처분문서에 기재되어 있는 문언의 내용에 따라 판단하면 족하지만 당사자 사이에 진정성립에 대하여 이견이 있는 경우에는 당사자의 의사해석이 문제되는 경우에는 문언의 내용, 그와 같은 약정이 이루어진 동기와 경위, 약정에 의하여 달성하려는 목적, 당사자의 진정한 의사 등을 종합적으로 고찰하여 논리와 경험칙에 따라 합리적으로 해석하여야 마땅하다고 보이는바, 원심법원도 이 같은 사정을 감안하여 상대방의 주장을 배척하는 판결을 하였을 것으로 본다.[11]

## 참고 문헌
- 강봉훈, 법과 생활 부제소합의, 제민일보 2010년 9월 8일
- 의료사고, 이럴 땐? 부제소 합의와 그 효력 2009-11-13 대외법률사무소 장보혜 변호사
- 강행법규에 반하는 부제소특약의 효력

## 같이 보기
- 소송상 합의
- 소취하계약